# Henrik L. Barvå
Henrik Lars Barvå, född 1968 i Växjö, Kronobergs län och uppväxt i Hovmantorp, är politisk redaktör (ledarskribent) och debattredaktör på Nya Wermlands-Tidningen (NWT) i Karlstad sedan 2000. Under hans tid som politisk redaktör har tidningen bytt politisk beteckning från moderat till konservativ. Att tidningar byter politisk beteckning är mycket ovanligt och avspeglar i NWT:s fall såväl en tydligare ideologisk profilering som ett klart oberoende i förhållande till Moderata samlingspartiet.
Han är sedan 2007 vice ordförande för Svenska Högerpressens förening.
Han var 1992 ordförande för Studentföreningen Ateneum i Lund (1992), som under det året utträdde ur Fria Moderata Studentförbundet, främst i protest mot förbundets dåvarande drogliberala inställning (föreningen gick några år senare åter med i förbundet).